# هوهانس کاراپت وانک
هوهانس کاراپت وانک (ارمنی: Հովհաննես Կարապետի վանք؛ انگلیسی: Karapet Vank) یک صومعه متعلق به کلیسای حواری ارمنی واقع در بین شهرهای شاغاپ و لوساشوغ، در استان آرارات ارمنستان می‌باشد. ساخت و ساز این ساختمان در سال ۱۳۰۱ میلادی؛ به پایان رسید. این بنا به سبک معماری ارمنی طراحی شده است.

## نگارخانه

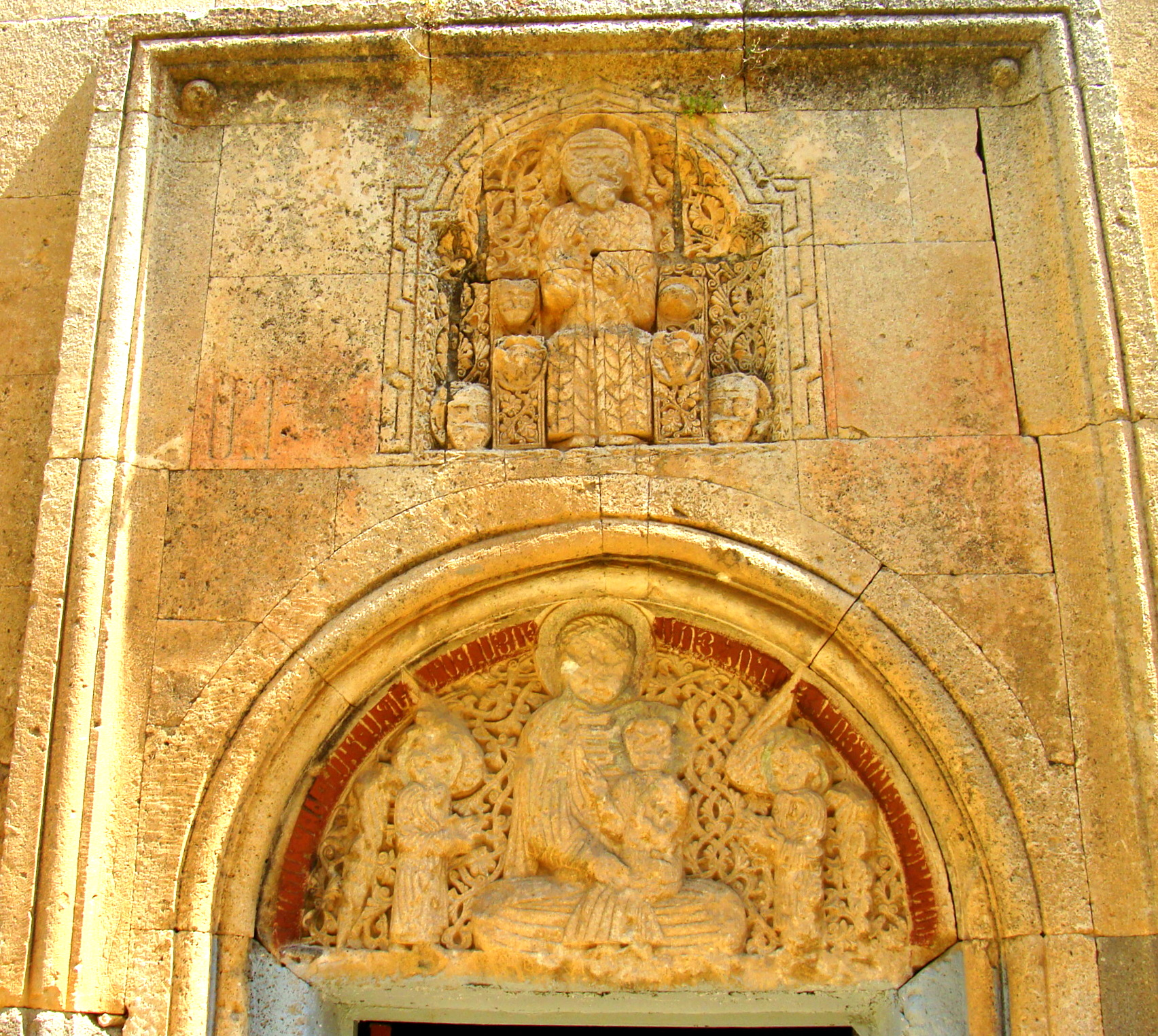